# Benet Soler
Benet Soler (ca. 1640-1682) fou un compositor català, mestre de capella del Monestir de Montserrat.
Es conserven obres seves al fons musical CMar (Fons de l'església parroquial de Sant Pere i Sant Pau de Canet de Mar).